# Liste des seigneurs puis marquis de Roubaix
Pour les articles homonymes, voir Roubaix (homonymie).

## Seigneurs de Roubaix

### Famille deRoubaix

Armes de la famille de Roubaix : D'hermine au chef de gueules.

Les seigneurs de Roubaix connus avec certitude sont :
- Hugues de Roubaix[1] (1090 † 1142). Chambellan du duc Godefroy de Bouillon, Hugues de Roubaix participa à la Première croisade. Il eut un fils :
  - Jean Guilbert[2] (né en 1140), seigneur de Roubaix, chevalier banneret des Flandres, lieutenant général du duc de Brabant

- Alard Ier de Roubaix,  vassal de Guy de Dampierre, Comte de Flandre.

- Jean V de Roubaix (vers 1369 † 7 juin 1449), seigneur de Roubaix, de Herzele, de Longueval, du Broeucq et de Fontenoy, chambellan du duc de Brabant, chevalier de la Toison d'or ;
- Pierre de Roubaix (1er août 1415 † 7 juin 1498), fils du précédent, seigneur de Roubaix ;

Armes de Jacques de Luxembourg-Ligny (1426 † 1487)

- Armes de Jacques de Luxembourg-Ligny (1426 † 1487)Isabelle de Roubaix (1433 ou 1434 † 25 mai 1502), fille du précédent, dame héritière de Roubaix, marié avec Jacques de Luxembourg-Ligny (1426 † 1487), seigneur de Richebourg, de Ruminghem et de Sainghin, vicomte de Lannoy, chevalier de la Toison d'or ;

### Maison de Luxembourg
- Yolande de Luxembourg ( † 7 mai 1534), fille cadette des précédents, dame héritière de Roubaix, mariée le 8 juin 1494 avec Nicolas de Barbançon ( † 1513), baron de Werchin, dont postérité ;

### Famille de Barbançon (Werchin)

Armes de la famille de Barbançon (Werchin) : D'azur, semé de billettes d'argent, au lion du même, armé et lampassé de gueules, brochant sur le tout. Casque couronné.
Armes de Yolande de Barbançon (Yolande de Werchin) (1520-1593), dame de Roubaix, épouse de Hugues II de Melun (1520 † 1553), 2e comte, puis 1er prince d'Épinoy (1545), seigneur d'Antoing

- Pierre « de Barbançon » ( † 1556), fils cadet des précédents, seigneur de Werchin, de Roubaix et du Biez, grand sénéchal du Hainaut, marié après 1520 avec Hélène de Vergy ( † après 1551) ;
- Yolande « de Barbançon » (1520 † 1593), fille des précédents, dame de Roubaix et du Biez, mariée le 3 août 1543 avec Hugues II de Melun (1520 † Tué le 13 août 1553), 2e comte d'Épinoy, seigneur d'Antoing et de Richebourg, 1er prince d'Épinoy et du Saint-Empire (1545),

## Marquis de Roubaix

### Maison de Melun
- Robert de Melun ( † 1585 - au siège d'Anvers), fils cadet des précédents, marquis de Roubaix (1er mars 1579[4]), vicomte de Gand (1572), seigneur de Richebourg et de Caumont[Où ?], prince d'Épinoy, marié en 1576 avec Anne Rolin (vers 1535 † 21 avril 1603), sans postérité ;

Armes de la maison de Melun : D'azur à sept besants d'or, 3, 3 et 1, au chef du même.

- 1708-1724 : Louis II de Melun (1694 † 1724), marquis de Roubaix ;

#### Un héritage disputé
Philippe II d'Espagne avait ordonné que les biens de Robert de Melun passeraient à ses sœurs, à l'exclusion de Pierre de Melun, prince d'Épinoy qui s'était réfugié en France et contre lequel le monarque restait toujours implacable. L'aînée, Hélène de Melun, comtesse de Berlaimont, mourut sans postérité ; sa sœur Anne-Marie, épouse de Lamoral Ier, prince de Ligne, devint alors seule propriétaire des biens de la maison de Melun, et à la mort de sa mère, en 1593, elle fut également mise en possession, par la protection de l'Espagne, de tous les biens de la maison de Werchin, quoiqu'ils eussent été légués par Yolente de Werchin à son fils exilé,. C'est ainsi que la seigneurie de Roubaix passa entre les mains des princes de la maison de Ligne.
- 1585-1634 : Anne-Marie de Melun ( † vers 1634), marquise de Roubaix, dame d'Antoing et de Cisoing, princesse d'Épinoy, mariée, le 1er février 1584, avec Lamoral Ier (1563 † 1624), comte puis 1er prince de Ligne et du Saint-Empire, dont postérité ;

### Maison de Ligne
- 1588-1622 : Florent de Ligne (13 août 1588 † 17 avril 1622), fils de la précédente, marquis de Roubaix puis 1er Prince d'Amblise et du Saint-Empire était un aristocrate des XVIe et XVIIe siècles.

Henri IV avait fait insérer dans le traité de paix signé à Vervins, le 2 mai 1598, un article particulier en faveur des enfants mineurs de Pierre de Melun, dont son ministre Sully était l'oncle et le tuteur. Cet article abolissait l'effet des confiscations encourues pendant la guerre et portait en outre qu'il serait fait « bonne et briève justice » à la veuve et aux enfants du prince d'Épinoy pour les biens qui leur appartenaient dans le pays du roi catholique.
Mais Anne-Marie de Melun ( † vers 1634), princesse de Ligne, épouse de Lamoral Ier et fille de Hugues II de Melun, ayant objecté que la confiscation faite par suite de la révolte des Provinces-Unies ne regardait pas la France, Henri IV, qui prenait l'intérêt le plus vif à cette affaire, fit remettre à l'archiduc Albert un mémoire que Sully avait rédigé lui-même en faveur des princes d'Épinoy. Grâce à l'intervention du roi de France, l'archiduc proposa, en 1602, une transaction entre les deux familles, qui rendit à Guillaume III de Melun, resté seul héritier de son père, une partie des biens paternels et laissa ainsi la seigneurie de Roubaix à la princesse de Ligne. Les tuteurs du jeune prince durent se contenter de cette concession apparente, puisqu'un refus eût entraîné la perte totale des héritages contestés, placés tous sous la domination espagnole ; mais au traité signé à Anvers, le 13 avril 1609, entre l'Espagne et les États généraux des Provinces-Unies, l'article 13 annulant toutes les confiscations faites à l'occasion des troubles de 1567, et cela nonobstant tout engagement ou transaction particulière, les enfants du prince d'Épinoy, compris dans cet article, devaient rentrer dans tous leurs biens, malgré la transaction faite avec la princesse de Ligne par leurs tuteurs.
Le prince de Ligne (Lamoral Ier), tout puissant à la cour d'Espagne, chercha à obtenir un ajournement, et comme le roi de France intervint encore avec instance près de l'archiduc pour l'exécution du traité, il proposa un nouvel arrangement par lequel il cédait tous les biens de la maison de Melun, sauf la baronnie d'Antoing, dont il devait rembourser la valeur, mais il se réservait toujours l'héritage de Werchin, gardant dès lors la seigneurie de Roubaix.
Guillaume de Melun, alors mineur, âgé de 20 ans, protesta contre cet arrangement, accepté cependant par ses tuteurs, approuvé par lettres patentes de Louis XIII, des États généraux des Provinces-Unies et du roi d'Angleterre, et qui, au dire de Sully, lui rendait 120 mille livres de rente. Il mourut en 1635. Les réclamations de ses enfants furent produites pendant les conférences pour la paix de Munster, et confirmées par ce traité célèbre qui, en reconnaissant l'indépendance des Provinces-Unies, annula de nouveau les confiscations, suites des troubles qui l'avaient préparée. Mais la guerre continuée entre la France et l'Espagne (guerre franco-espagnole) rendit encore nulles ces stipulations, et le traité des Pyrénées, en 1659, confirmant celui de Vervins et proclamant tous leurs droits, ne purent faire rentrer les descendants de Pierre de Melun dans des biens relevant d'un pays où leur adversaire était en faveur, et où on n'avait pas oublié l'origine de la contestation. Il fallut une nouvelle guerre et un nouveau traité de paix pour les remettre en possession d'une seigneurie que des actes qui avaient disposé de provinces entières et créé même des nations, n'avaient pu leur rendre.
- Guillaume III de Melun (8 mars 1588 † 8 septembre 1635 - Saint-Quentin), neveu du précédent, prince d'Épinoy, marquis de Richebourg et de Roubaix, vicomte de Gand et de Beaussart, connétable et sénéchal de Flandres, grand bailli du Hainaut ;
- Alexandre Guillaume de Melun (1619 † 16 février 1679 - Château d'Antoing), fils du précédent, prince d'Épinoy, marquis de Roubaix, vicomte de Gand, Chevalier du Saint-Esprit (31 décembre 1661),
- 1679-1704 : Louis Ier de Melun (1673 † 1704), fils du précédent, 7e prince d'Épinoy et du Saint-Empire, marquis de Roubaix, vicomte de Gand, baron d'Antoing, maréchal-de-camp (1702), brigadier, connétable de Flandres ;
- 1704-1708 : Louis II de Melun (1694 † 1724), fils du précédent, 8e prince d'Épinoy et du Saint-Empire, marquis de Roubaix, vicomte de Gand, baron d'Antoing, puis duc de Joyeuse et pair de France (nouvelle érection en octobre 1714), baron de Cysoing et de Viviers[Où ?], comte de Saint-Pol, vicomte de Gand et châtelain de Bapaume[7].
  - En 1708, après la prise de Lille, les États généraux dépossédèrent provisoirement, en faveur du prince de Ligne, Louis II de Melun, des biens dont sa maison jouissait depuis quarante ans. Les armes de Melun furent grattées à Roubaix, à Lille et à Antoing, et remplacées par celles de Claude-Lamoral, deuxième du nom, petit-fils de Claude-Lamoral Ier de Ligne et de Claire-Marie de Nassau-Siegen (1583 † 1638).

Armes de la Maison de Ligne : D'or à la bande de gueules.

- 1708-1713 : Claude Lamoral II de Ligne (1685 † 1766), 6e prince de Ligne et du Saint-Empire, prince d'Amblise et d'Épinoy, grand d'Espagne, marquis de Roubaix, vicomte de Leyden, baron d'Antoing, etc., Premier seigneur de Flandres, pair, sénéchal et maréchal de Hainaut, gouverneur du duché de Limbourg, chevalier de la Toison d'or (1721, brevet no 657), conseiller d'État.
  - Le traités d'Utrecht (1713), par les articles 11 et 15, remirent les choses dans l'état où elles étaient avant la guerre. Mais tout n'était pas encore terminé : il était écrit (dit M. le vicomte de Melun, à qui est emprunté l'historique de ces longs démêlés), que les propriétés en litige suivraient jusqu'à la fin le sort des provinces dont elles faisaient partie, et changeraient de propriétaires comme de drapeaux[8]. La terre d'Antoing appartenait au Tournaisis, qui était rendu à l'Empereur, tandis que les autres biens étaient de la châtellenie de Lille, devenue définitivement française.
Pour mettre fin à des contestations encore renouvelées et qui duraient depuis cent quarante ans, Louis II de Melun et Claude-Lamoral II de Ligne, d'après les ordres du roi et de l'Empereur, nommèrent pour arbitres le cardinal de Rohan et le Léopold-Philippe, duc et prince d'Arenberg, qui décidèrent que la seigneurie d'Antoing reviendrait à la maison de Ligne, et que les autres terres et la seigneurie de Roubaix resteraient la propriété du prince d'Épinoy[9].
Ses descendants, notamment Charles de Rohan-Soubise, continuèrent comme lui à prendre le titre de marquis de Roubaix, bien qu'ils fussent irrévocablement dépossédés de cette seigneurie depuis 1713.